# حس دشوار
حس دشوار (انگلیسی: Hard Sensation) یک فیلم اروتیک سافت‌کور به کارگردانی جو داماتو است که در سال ۱۹۸۰ منتشر شد. نسخهٔ سانسور نشده این فیلم حاوی صحنه‌های هاردکور است. از بازیگران فیلم می‌توان به جرج ایستمن و مارک شانون اشاره کرد.